# 圣迪迪耶苏塞库沃
圣迪迪耶苏塞库沃（法語：Saint-Didier-sous-Écouves，法語發音：[sɛ̃ didje su.z‿ekuv] ⓘ）是法国奥恩省的一个旧市镇，位于该省南部，属于阿朗松区。2019年，圣迪迪耶苏塞库沃与临近的3个市镇合并为新市镇洛雷代库沃。

## 地理
圣迪迪耶苏塞库沃（48°32'14"N, 0°2'14"W）面积8.78 平方千米，位于法国诺曼底大区奧恩省，该省份为法国西北部内陆省份，北起顺时针与卡爾瓦多斯省、厄尔省、厄尔-卢瓦省、萨尔特省、马耶讷省和芒什省接壤。
与圣迪迪耶苏塞库沃接壤的市镇（或旧市镇、城区）包括：利韦、拉朗德德古、勒布永、圣尼古拉德布瓦、丰特奈莱卢韦、隆格诺、鲁佩鲁、圣埃利耶莱布瓦。

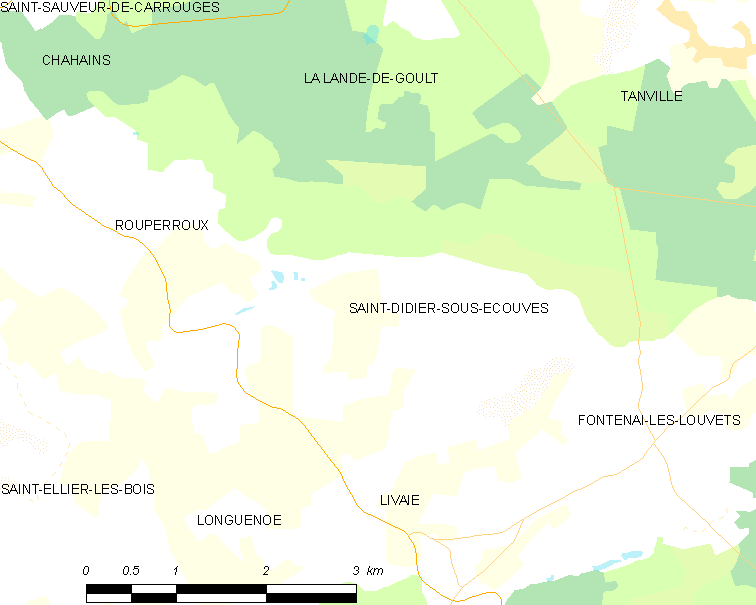
圣迪迪耶苏塞库沃的OSM定位图

圣迪迪耶苏塞库沃的时区为UTC+01:00、UTC+02:00（夏令时）。

## 行政
圣迪迪耶苏塞库沃的邮政编码为61320，INSEE市镇编码为61383。

## 政治
圣迪迪耶苏塞库沃所属的省级选区为马尼勒代塞尔县。

## 人口

1962-2008年间圣迪迪耶苏塞库沃人口变化图示

圣迪迪耶苏塞库沃于2018年1月1日时的人口数量为158人。